# Sjöärtmussla
Sjöärtmussla (Pisidium conventus) är en musselart som beskrevs av Clessin 1877. Sjöärtmussla ingår i släktet Pisidium och familjen ärtmusslor. IUCN kategoriserar arten globalt som livskraftig. Arten är reproducerande i Sverige. Inga underarter finns listade i Catalogue of Life.